# Békés Gáspár
Békés Gáspár (Budapest, 1994. január 28. –) magyar környezetvédelmi és biztonságpolitikai szakértő, ifjúságjogi társadalompolitikus, újságíró és tudományos diákolimpikon. A Magyar Ateista Társaság alapító tagja és titkára, 2020-tól Fenntartható Demokráciáért Egyesület alapítója és elnöke, 2020-tól a Millenna ifjúságpolitikai újság alapítója és főszerkesztő-helyettese, 2022-től főszerkesztője. 2016 óta vesz aktívan részt a hazai közéletben, több diák és ifjúsági mozgalom aktivistája volt, és számos tüntetésen és médiumban hívta fel a figyelmet a fiatal generációk problémáira.
Kutatóként szakterülete a környezetbiztonság és az interdiszciplináris környezettudomány, különösképp a városhálózatok globális szerepe, illetve az óceánok savasodása. Foglalkozik továbbá a demokrácia és a fenntartható fejlődés kapcsolatával is.

## Tanulmányai
A Budapesti Fazekas Mihály Gyakorló Általános Iskola és Gimnáziumban tanult humán tagozaton, 2012-ben az IGeO Nemzetközi Földrajzi Diákolimpián csapatelsőként bronzérmet szerzett Kölnben, majd 2013-ban érettségizett. Tanulmányait a Budapesti Corvinus Egyetem Nemzetközi Tanulmányok angol nyelvű alapszakán folytatta, melyből egy szemesztert a párizsi Sciences Po egyetemen töltött Erasmus-ösztöndíjjal, majd kiváló minősítéssel diplomázott. Ezek után három mesterdiplomát szerzett: 2016-2017 között a Central European University Környezetvédelmi Tudományok és Szakpolitika MSc, 2017-2018 között a King’s College London Fenntartható Városfejlesztés MSc,  2018-2020 között a Sciences Po Paris Nemzetközi Biztonságpolitika MA szakát végezte el. 2020-21-ben a Budapesti Városdiplomácia Akadémián is oklevelet szerzett.

## Munkássága

### Munkahelyei
2016-ban az ENSZ Menekültügyi Főbiztosságán, majd 2017-ben a Cold War History Research Centerben gyakornok. 2019-ben a Stratégiai Védelmi Kutatóintézet gyakornokként környezetbiztonsági alapkutatást végzett a magyar és regionális viszonyokról a nemzetközi szakirodalom tükrében. 2020 decemberétől 2021 februárjáig a Főpolgármesteri Hivatal Klíma-és Környezetügyi Főosztályának stratégiai szakreferense, ahol a fővárosi cégek környezeti lábnyomcsökkentésért, stratégiai hatásvizsgálatokért, a szociális lakások energetikai korszerűsítésért és hosszútávú adaptációs stratégiák kidolgozásáért volt felelős.

#### Elbocsátása
Békés Gáspárról 2021. január 28-án a Kereszténydemokrata Néppárt újságja, a vasárnap.hu jelentett meg egy cikket, mely szerint Békés ’uszít a keresztények ellen’, illetve ’kereszténygyalázó’. A cikk azt is kritizálta, hogy Békés szerint a Don-kanyarban elesett katonák nem voltak hősök (azonban kihagyja, hogy Békés áldozatoknak tartja őket). A cikk továbbá Békésnek tulajdonított több egyházellenes mémet is, melyek a Magyarország Jobban Mémesít Facebook-oldalon jelentek meg. Ezt követően több másik cikkben is támadták Békést, elsősorban azért, mert 2018-ban amellett érvelt cikkében, hogy a gyerekek keresztelése és vallásos nevelése sérti alkotmányos és az ENSZ Gyermekjogi Egyezményébe foglalt világnézeti szabadságukat. Január 31-én a KDNP elnöke, Semjén Zsolt felszólította Karácsony Gergely főpolgármestert, hogy mondjon fel munkatársának. A Főváros vasárnap közleményében elhatárolódott Békéstől, és figyelmeztetéséről is nyilatkoztak (Békést erről csak másnap tájékoztatták). Február 2-án Békést elbocsátották vizsgálat nélkül a Főpolgármesteri Hivataltól, közvetlen felettesei tiltakozása ellenére.  Karácsony Gergely főpolgármester a ZSHOW Youtube-csatornán azt nyilatkozta, hogy Békés kirúgásának oka az volt, hogy nem volt partner abban, hogy világossá tegye, a kifogásolt cikkekben megfogalmazott véleményeket magánszemélyként mondta, és azok nem egyeznek a fővárosi önkormányzat álláspontjával.

Békés elbocsátását a szólás-, sajtó- és világnézeti szabadság súlyos megsértésének tartja, és a Társaság a Szabadságjogokért segítségével munkajogi pert indított a Főváros ellen. Ezt 2022 májusában Békés első fokon megnyerte. A Fővárosi Törvényszék megállapította, hogy Békést progresszív liberalizmusa miatt diszkriminálták,[forrás?] és elrendelte, hogy állítsák helyre munkaviszonyát, melyet folytonosnak tekint, azaz a próbaidőt elteltnek minősítette. A Főváros fellebbezést nyújtott be az ítélet ellen. Békés így kommentálta a történteket:
A Főváros azonban fellebbezett az ítélet ellen. Ezzel a magát progresszívnak, toleránsnak és liberálisnak beállító Főváros továbbra is elszántan küzd azért, hogy kirekesztő és az alapvető szabadságjogokat tagadó entitás lehessen, amelynek vezetése  nyíltan elfogult a keresztények mellett, míg az ateistákat és szekulárisokat diszkriminálja – egy nem vallásos többségű fővárosban.
„Ellenzékiként” ragaszkodnak ahhoz, hogy a politikusoknak mindent lehet, mondhatnak bármikor bármit, míg a munkavállalók dolgozzanak biorobotként nevetséges fizetésekért. A főváros kitart amellett, hogy radikálisan korlátozni kell a munkavállalók szabadságjogait, például, ha a KDNP’s újság neonáci újságírójának cikke alapján a párt vezetője erre szólít fel.
2022 októberében a Fővárosi Ítélőtábla elutasította a Főpolgármesteri Hivatal fellebbezésének háromnegyedét, azonban új eljárásra kötelezte az elsőfokú bíróságot azon tétel kapcsán, hogy Békés a köz szolgálatának elsődlegessége alapján és a jó közigazgatásba vetett bizalom fenntartásának szem előtt tartásával járt-e el, továbbá tanúsított-e olyan magatartást a munkaidején kívül, amely – különösen a munkakörének jellege, a munkáltató szervezetében elfoglalt helye alapján – közvetlenül és ténylegesen alkalmas munkáltatója helytelen megítélésére, az általa betöltött beosztás tekintélyének, a munkáltató jó hírnevének, a jó közigazgatásba vetett bizalomnak, valamint a közszolgálat céljának veszélyeztetésére; a bíróság ugyanis úgy látta, hogy ezt nem vizsgálta megfelelő alapossággal az elsőfokú eljárás.

A megismételt elsőfokú eljárás újra elrendelte Békés eredeti munkakörben való továbbfoglalkoztatását, és kiemelte, hogy: 
"A bíróság e körben utal arra, hogy a felperes progresszív liberalizmusa a gyermek önrendelkezési jogban, a gyermeki jogok mindenek feletti tiszteletben tartásában és a békepártiságában jelenik meg. Ez az, ami kifejeződik a felperes cikkeiben és megosztott bejegyzéseiben. A bíróságnak a felperes ezen politikai véleményét kellett azon szemszögből vizsgálni, hogy a cikkek tartalma, kifejezésmódja a jó közigazgatásba vetett bizalom fenntartását akadályozza-e.

[...] a felperes az alperes által felhívott, a Kttv. 9. § (1) bekezdésében rögzített alapelveket nem sértette meg, a felperesnek az írásaiban megjelent véleménye pártpolitikától mentes kritikát fogalmazott meg, tárgyilagosan, annak bántó és sértő jellege nélkül." 
A Főpolgármesteri Hivatal ismételten fellebbezett az ítélet ellen.
Békés elbocsátása ellen több hazai és nemzetközi szervezet is tiltakozott, mint például a Magyar Ateista Társaság, a Nemzetközi Humanisták (Humanists International), az Európai Humanista Föderáció, a Norvég Humanista Egyesület (Human-Etisk Forund) és a Skót Humanista Társaság is. Békésnek a Magyar Ateista Társaság több, mint egymillió forintot gyűjtött jogi költségeinek fedezésére.
Az első cikket író Horváth Tamást főszerkesztővé léptették elő, azonban hamarosan lemondásra kényszerült, miután kiderült, hogy több neonáci, szélsőjobboldali szervezet vezetőségi tagja volt.
Békés számos zaklató, halálosan fenyegető üzenetet kapott, melyeket szerinte a rendőrség és ügyészség sem vizsgált ki érdemben. Békés felkerült a Nemzetközi Humanisták veszélyeztetett személyek listájára.

### Kutatói munkássága
Békés Gáspár a környezetkutatás határterületeivel foglalkozik. Első szakdolgozatát az óceánok savasodásának nemzetközi politikai vonatkozásaiból írta. Későbbi munkáiban írt a fenntartható városfejlesztési hálózatok globális szerepéről, a részleges atomcsendegyezmény ismeretlen környezetvédelmi jelentőségéről és az ifjúsági környezetvédelmi mozgalmak politikai szerepéről is. Az elmúlt években munkássága a környezetbiztonságra fókuszál, mely szerinte megoldást kínálhat a klímaváltozással kapcsolatos percepciós szakadékra. 2020-ban a The Palgrave Encyclopedia of Global Security Studiesban ő írta a környezetbiztonság szócikkét.
Békés számos konferencián is bemutatta kutatásait, mint például a Conference on Transboundary Waters in IR (TWIR), az Első Országos Interdiszciplináris Éghajlatváltozási Tudományos Konferencia vagy a VI. International Student Conference.

#### Publikációi
2021: Environmental Security. In S. N. Romaniuk, M. Thapa, & P. Marton (Eds.), The Palgrave Encyclopedia of Global Security Studies. Palgrave Macmillan.
2019: Fenntartható társadalomszervezés. Új Pedagógiai Szemle, 2019(9–10).
2018: Unlocking the Environmental Debate in the post-Cold War Era: the Case of Global Governance of Ocean Acidification, ebben: Students on the Cold War, 2018, CWHRC
2018: The Partial Nuclear Test Ban Treaty: A neglected Milestone of Environmental Politics. Corvinus Journal of International Affairs, 3 (2). pp. 22–30.

## Civil tevékenysége

### Kockásolimpikonok
2016-ban Balog Zoltán a nemzetközi tudományos diákolimpikonok éves köszöntőjén a diákok engedélye nélkül használta képüket arra, hogy állást foglaljon az akkortájt zajló kockásinges tüntetéssorozat résztvevőivel szemben:
„Ezek a fiatalok magyar iskolában tanulnak és a világ élvonalában vannak. Ide mindenki fehér ingben jött, de nem az ing számít, hanem a teljesítmény.”
Békés Gáspár a bejegyzés alatti hozzászólásban feltöltött magáról egy képet, melyben kockásingben, érmével a nyakában látható, és hozzáfűzte, hogy:
„Én diákolimpikonként visszautasítom, hogy az állami propagandagépezet részévé tegyenek minket!”

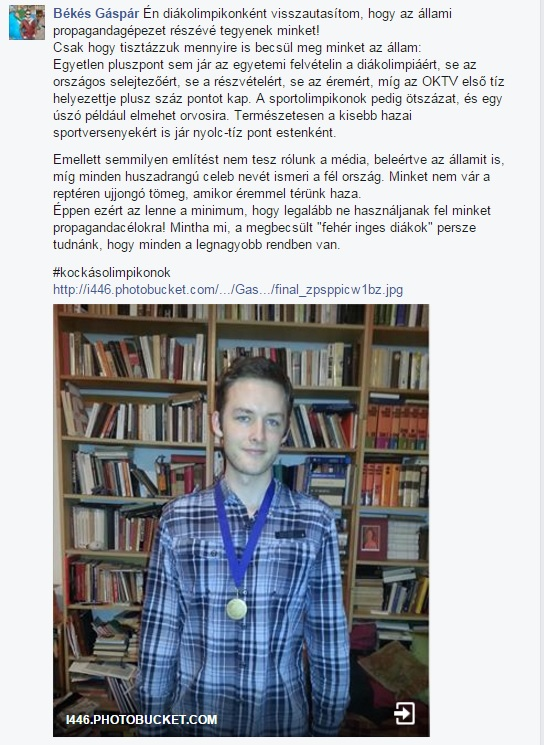
Békés tiltakozó megjegyzése

Békés megjegyzése hamar elterjedt, és kezdeményezésére több, mint 100 másik olimpikon tiltakozott közös nyilatkozatban Balog kijelentése ellen. Békés ezek után március 15-én a Tanítanék Mozgalom tüntetésén mondott beszédet, melyben az oktatási rendszer problémáira és a kormány oktatáspolitikájának hibáira hívta fel a figyelmet.
A Kockásolimpikonok egy portált is létrehoztak, melyen közleményeiket kommunikálták. Ez a Facebook-oldal Békés kezdeményezésére 2017-től elkezdett beszámolni a magyar diákolimpiai csapatok eredményeiről, majd Tudományos Olimpikonok névre váltott. Mára a tudományos olimpiai eredmények első számú forrása Magyarországon. 2021-ben a portál üzemeltetése a Fenntartható Demokráciáért Egyesülethez került. Ugyanebben az évben a tudománykommunikáció magyarországi fejlesztésére elnyerte az Európai Unió Szolidaritási Alapjának támogatását is.

### DiákFeszt
Békés és társai 2016-ban kezdtek el egy olyan közéleti fesztivált szervezni, mely a fiatalok problémáival foglalkozik művészeti csatornákon keresztül. Végül 2017-ben, Békés Gáspár és Gyetvai Viktor főszervezésével a Városligetben tartották meg a DiákFeszt elnevezésű, három napos rendezvényt, melynek keretében számos társadalomkritikus művész és előadó lépett fel és vett részt interaktív beszélgetéseken.
2019-ben Békés részt vett a brüsszeli JubelArchiválva 2022. március 4-i dátummal a Wayback Machine-ben demokráciafesztivál szervezésében is.

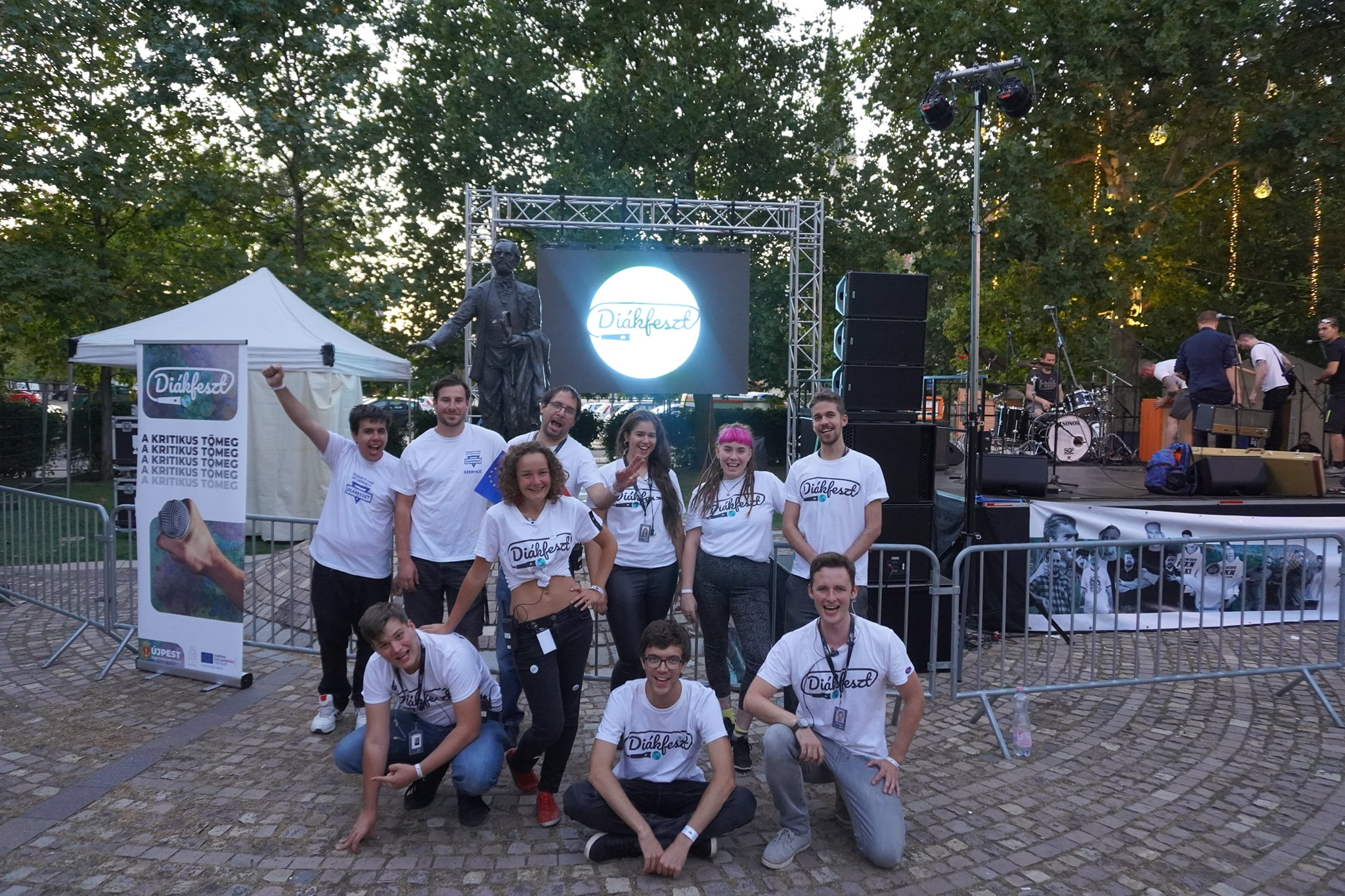
Békés és a DiákFeszt csapata

2021-ben a fesztivál a Fenntartható Demokráciáért Egyesülethez került, amely az Európai Unió Szolidaritási Alapjának és Újpest Önkormányzatának támogatásával újra megrendezte a DiákFesztet Újpesten 2021 szeptemberében. A fesztiválon tíz társadalomkritikus zenei előadó lépett fel, melyre Magyarországon még nem volt példa. A zenei programot egy sor közéleti beszélgetés is kiegészítette környezetvédelmi, és drogprevenciós és ifjúságpolitikai témákban. 2021 végén a fesztivál a nemzetközi Demokrácia Fesztiválok Egyesületének tagja lett.

### Független Diákparlament

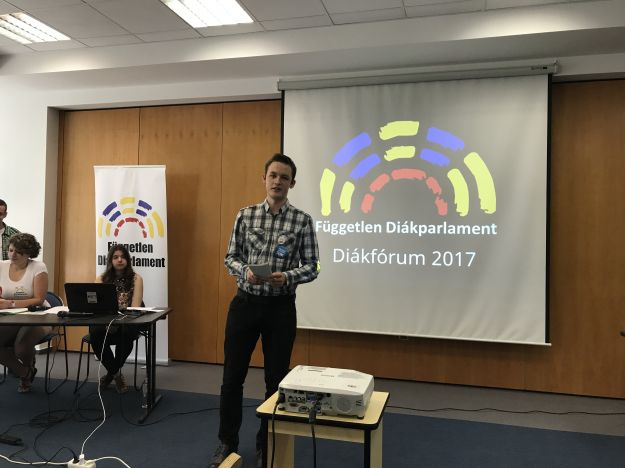
Békés Gáspár, mint az FDP kommunikációs főkoordinátora

Békést 2016-ban a Független Diákparlament képviselőjének választották Budapest választókörzetében. A szervezetben megalapította a Demokratikus Oktatás Bizottságát, melynek elnöke lett. A ciklusa során a bizottság számos javaslatot fogalmazott meg a diákok jogainak hatékonyabb érvényesítése érdekében, melyeket a Plénum elfogadott és továbbított a kormány felé.
Békést a Plénum megválasztotta a szervezet kommunikációs főkoordinátorának. Vezetése alatt az FDP konfrontatívabb hangnemet ütött meg az Emberi Erőforrások Minisztériumával szemben, mely évek óta nem adott érdemi választ az elküldött javaslatokra. Ennek hatására az FDP népszerűsége és ismertsége jelentősen növekedett, és számos tüntetésen és akción vett részt konferenciák és előadások mellett. Békést ellenszavazat nélkül választották újra második koordinátori ciklusára, mely során tovább erősítette a szervezet pozícióját, és számos interjúban és szakmai eseményen képviselte azt. Békés 2017-ben az FDP képviselőjeként plakátot is tervezett a MaciARC civil kiállításra, mely interaktív módon mutatta be az oktatási kormányzat mentalitását.
2018-ban a szervezet külső tanácsadójaként volt az egyik főszervezője a Nem megyünk suliba! tüntetéssorozatnak, mely egy országos diáksztrájkkal kívánta 13 oktatáspolitikai pont érvényesítését elérni. Békés aktív szerepet vállalt a pontok többségének kidolgozásában is.

### Oktatási Szabadságot! – CEU-s tüntetések

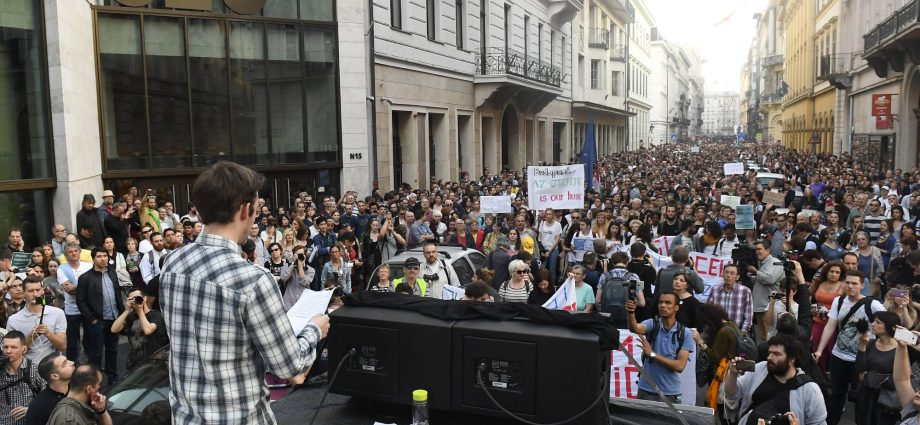
Békés Gáspár beszédet mond az egyik CEU-s tüntetésen

2016-ban a magyar kormány a lex-CEU-nak nevezett törvénnyel ellehetetlenített a Közép-Európai Egyetem magyarországi működését. Békés az intézmény diákjaként alapító tagja volt az Oktatási Szabadságot! mozgalomnak, mely a törvény elleni tüntetéssorozatot szervezte. Békés több tüntetésen is beszédet mondott, illetve számos alkalommal nyilatkozott a hazai és nemzetközi médiának az üggyel kapcsolatban.
Békés a kormány döntése nyomán megalapította az I Stand with CEU Facebook-oldalt, mely az első számú információforrása lett az egyetem mellett kiálló állampolgárok számára.

### Kerekidő Lovagjai

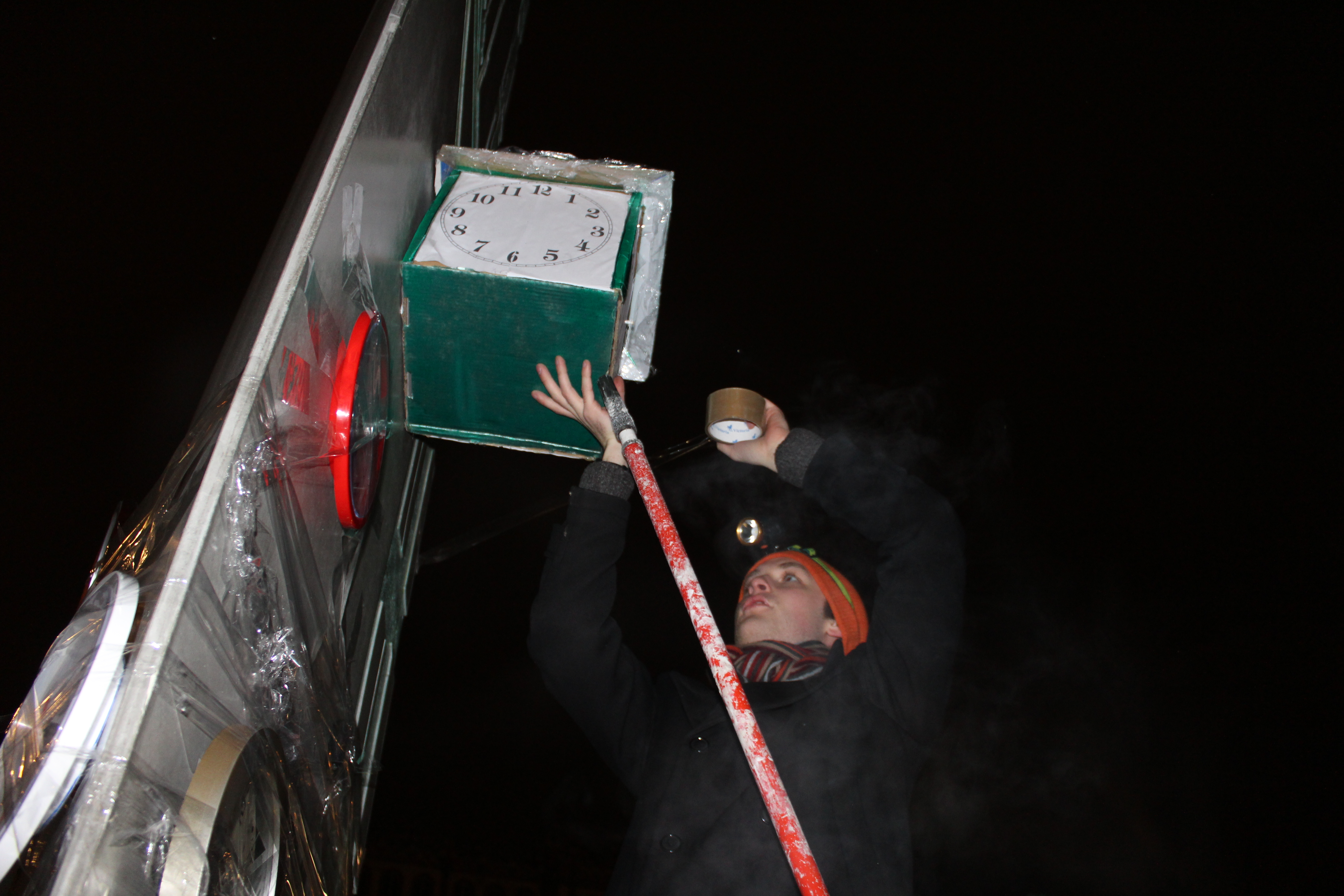
Békés Gáspár órát helyez fel a Széll Kálmán téren

2017-ben a Széll Kálmán tér felújítása során kihelyezett köztéri óra folyamatosan elromlott. Egy ismeretlen személy egy faliórát ragasztott az órát tartó oszlopra, melyet másnap leszedtek. Békés ezek után megalapította a Kerekidő Lovagjai mozgalmat, és több közösségi akció keretében órák tucatjait ragasztották az üzemen kívüli oszlopra. Békés elkészítette az eredeti, Moszkva téri óra méretarányos mását is, melyet szintén kiragasztott. Az akció végül jelentősen felgyorsította az óra javítását, mely azóta hibátlanul működik.

### Magyar Ateista Társaság
Békés Gáspár 2019-ben alapító tagja volt a Magyar Ateista Társaságnak, mely az ország első számú ateista-szekuláris érdekképviseleti szervezete. Számos szervezeti akcióban részt vett, és több alkalommal is képviselte a szervezetet nyilvános eseményeken. Békést 2021-ben a MATT titkárának választották.

### Szabad Egyetem
Békés 2019-ben csatlakozott a Szabad Egyetem mozgalomhoz, mely az Oktatási Szabadságot! csoportból nőtte ki magát. A szervezet számos akcióján részt vett, többek között a Parlament előtti térfoglalásban is, mely egy egész hétvégés demonstráció volt a kormány oktatáspolitikája ellen, számos előadással, zenei fellépővel és kulturális programmal.

### Magyar Újságírók Országos Szövetsége
Békés 2019 óta tagja a szervezetnek.

### Millenna
Békés 2020-ban több ifjúsági szerzővel együtt megalapította a Millenna ifjúságpolitikai újságot, melynek főszerkesztő-helyettese lett, 2022-től főszerkesztője lett. Szerzőként is aktív, elsősorban a fiatalok jogairól, környezetvédelemről és szekularizációról ír.

### Fenntartható Demokráciáért Egyesület
2020-ban Békés számos fiatal aktivistával megalapította a Fenntartható Demokráciáért csoportot, mely az addigra megszűnt Független Diákparlament volt tagjaival egyesületté alakult 2020 végére. Békést a szervezet elnökévé választották. A FentDem célja alapító okirata szerint „a fiatal generációk szemléletformálásán keresztül kialakítani a jövő fenntartható társadalmát. Az ENSZ által meghatározott fenntartható fejlődési célok megvalósításának alapvető feltétele a holisztikus személetmód, melynek lényegi eleme az aktív állampolgári tudat, a környezetbarát hozzáállás és a kritikus gondolkodás együttes alkalmazása.”
Az egyesület elsősorban interaktív, gyakorlati és művészeti projekteken keresztül fejleszti a fiatal állampolgárokat, azonban tart előadásokat, bemutatókat és vitákat is. Az intergenerációs egyenlőség jegyében széles bázist szólít meg a különböző programokkal, mely segíti a társadalmi párbeszédet.
Jelenleg az egyesület Békés több korábbi projektjét integrálva a Tudományos Olimpikonok, Millenna Újság, DiákFeszt, Óvszerforradalom, Akibújtakinem és a Társadalmi Pólóbolt projekteket üzemelteti és fejleszti, melyre eddig négy európai uniós pályázatot nyertek el. Az egyesület ernyőszervezetként, ökoszisztémaként működve egymást kölcsönösen támogató kezdeményezések sorával orvosolja a társadalmi problémákat.

### Egyéb aktivizmusa

#### Tüntetés a BKK által feljelentett etikus hackerért

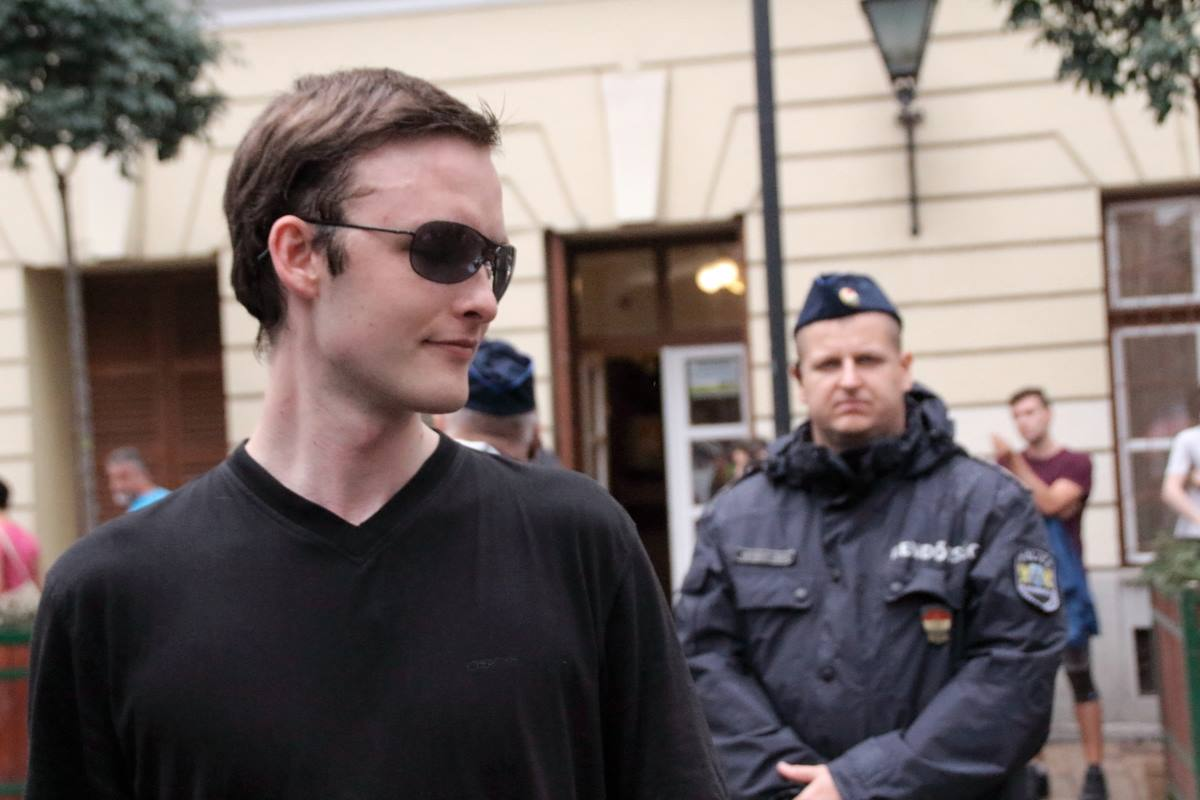
Békés Gáspár az etikus hackerért szervezett tüntetésen

Békés 2017-ben tüntetést szervezett az Occupy Oktogonbázis mozgalommal azért az etikus hackerért, akit feljelentett a BKK, miután a fiatal informatikus biztonsági hibát fedezett fel a cég rendszerében.

#### Állami megfigyelés
Békés 2018-ban több forrásból értesült arról, hogy aktivizmusa miatt titkosszolgálati megfigyelés alatt áll. Mivel Békés büntetlen előéletű, így meglátása szerint jogtalanul figyelték meg, és a Társaság a Szabadságjogokért segítségét kérte, hogy a róla kezelt adatokhoz hozzáférhessen. Az adatokról való nyilatkozást az Alkotmányvédelmi Hivatal megtagadta, nemzetbiztonsági érdekre hivatkozva. A TASZ segítségével Békés a Nemzeti Adatvédelmi Hatósághoz fordult, mely vizsgálata során megállapította, hogy Békésről valóban kezelnek adatokat, és az Alkotmányvédelmi Hivatal jogtalanul járt el, amikor nem tájékoztatta Békést ezekkel kapcsolatban. Az adatok megismeréséért Békés pert indított.

#### Diákjogi érdekképviselet
Békés számos alkalommal képviselte független szakértőként a fiatal generációk érdekeit. A Pannonhalmi Gyermekjogi Szimpózium legfiatalabb előadójaként a tanári erőszakról tartott beszédet a Hintalovon Alapítvány felkérésére.

## Újságírói tevékenysége
Békés Gáspár első cikke 2017-ben jelent meg, melyet saját blogján, az Államvilágon publikált. Itt 2020-ig 45 cikket írt, azonban jelentek meg írásai az Indexen, a 24.hu-n, a Magyar Narancsban és a Kolozsvári Szalonnában is. Leggyakrabban a fiatalok és diákok jogairól, az oktatási rendszer hiányosságairól, környezetvédelemről és szekularizációról írt.
2020-ban több ifjúsági szerzővel együtt megalapították a Millenna ifjúságpolitikai újságot, melynek főszerkesztő-helyettese lett. Az újságban korábbi témáit megtartva szerzőként is aktív. 2022-től az újság főszerkesztője lett.
2019 óta a Magyar Újságírók Országos Szövetségének tagja.